# Desmopachria aldessa
Desmopachria aldessa är en skalbaggsart som beskrevs av Young 1980. Desmopachria aldessa ingår i släktet Desmopachria och familjen dykare. Inga underarter finns listade i Catalogue of Life.